# Le Suicide français
Le Suicide français ("El suïcidi francès") és un assaig del periodista d'extrema dreta Éric Zemmour. Sosté que l'Estat nació francesa ha sofert un declivi gradual des de la dècada de 1970, que Zemmour atribueix principalment a l'augment de la immigració, el feminisme i l'igualitarisme, així com a l'erosió dels valors tradicionals. El llibre també sosté que la França de Vichy va intentar protegir als jueus francesos durant la Segona Guerra Mundial, una teoria que va suscitar nombroses crítiques. S'ha associat a l'anomenada literatura declinista.
El llibre va ser un èxit comercial, amb més de 500.000 exemplars venuts.

## Contingut
El llibre està dividit en setanta-nou capítols curts. Cada capítol se centra en una data concreta i narra un episodi individual de la suposada decadència de França, que serveix de teló de fons als arguments de Zemmour. El primer capítol se centra en el 9 de novembre de 1970, data de la mort de Charles de Gaulle. Zemmour aborda un ampli ventall de temes. Expressa la seva crítica a molts esdeveniments que han afectat a la societat i a l'economia franceses des dels anys 70, com el control de la natalitat, l'alliberament sexual, els drets de les dones, els drets dels homosexuals, l'avortament, el comunitarisme musulmà, els estudis de gènere, la política monetària, la Unió Europea, el divorci, la desconstrucció i el postestructuralisme, les privatitzacions, l'euro, el capitalisme de consum nord-americà, la immigració procedent d'Àfrica, els aliments halal a les escoles, el neoliberalisme i la fi del servei militar obligatori.

## França de Vichy
En una sèrie de capítols sobre la França de Vichy, Zemmour -que és jueu- va argumentar que el govern del mariscal Philippe Pétain va intentar salvar als jueus francesos durant la Segona Guerra Mundial, prioritzant-los davant els jueus estrangers. Zemmour ataca específicament el treball de l'historiador Robert Paxton, el treball acadèmic del qual, segons ell, va inculcar un sentiment de culpa col·lectiva al poble francès. Aquesta teoria va suscitar nombroses crítiques: els crítics van assenyalar que l'argument de Zemmour contradeia la interpretació acadèmica generalitzada de la França de Vichy i que, en general, es considerava una teoria marginal.
Robert Paxton va respondre a Zemmour en un article d'opinió publicat a Le Monde.

## Recepció
En una ressenya per The New Yorker, el periodista Alexander Stille va afirmar que "el tema central de l'argument de Zemmour és la mort del pare, la fi d'una societat tradicional, jeràrquica i autoritària en la qual els homes eren homes, les dones estaven subordinades, els gais estaven en a l'armari i França era una potència mundial". Va criticar el llibre per repetir tropos de la literatura declinista francesa, i per utilitzar una estructura que dona la il·lusió de causalitat entre diferents esdeveniments, sense demostrar-la efectivament. Stille també va observar "una inquietant vena de misogínia" i una obsessió per la virilitat. Va concloure que Zemmour exagera la decadència de França, assenyalant que "França ja no és un imperi, però és un país mitjà i pròsper amb un nivell de vida extremadament alt...França segueix estant entre els vint primers països en pràcticament totes les mesures de l'Índex de Desenvolupament Humà del Banc Mundial".
En la New York Review of Books, el politòleg Mark Lilla va qualificar a Zemmour de "demagog", incitant als partidaris de la política de dretes "a una desesperança indignada". Va criticar el llibre per no establir una connexió clara entre els seus diferents temes i només insinuar que els diferents temes estan connectats, a més de basar-se en l'afecte. No obstant això, Lilla va explicar l'èxit del llibre en el context dels atemptats terroristes a França i els informes sobre joves francesos que abandonen el país per unir-se al ISIS. També va assenyalar que algunes de les idees de Zemmour eren "senzillament massa eclèctiques per ser etiquetades": per exemple, El suïcidi francès critica al món empresarial per la subcontractació de llocs de treball a l'estranger i per "impulsar la plena integració europea", arguments que són similars als del moviment antiglobalització d'esquerres.
A Le Monde, Luc Bronner va argumentar que l'èxit comercial del llibre no era tant un reflex de la seva qualitat, sinó dels canvis en la societat francesa, la por a la pèrdua de poder adquisitiu i posicionament social, així com que els sentiments de derrota es reflectien en l'obra de Zemmour. També va sostenir que l'èxit del llibre radicava en la seva capacitat per oferir una explicació clara i global dels mals de França, en una societat a la qual li costa assumir la complexitat del món i que manca d'un projecte col·lectiu. Bronner també va culpar a les fallades del sistema educatiu francès de l'augment de les desigualtats i la falta d'oportunitats que sofreix una gran part de la població francesa.
El llibre va ser objecte d'un acalorat debat televisat d'una hora de durada entre Zemmour i els periodistes Aymeric Caron i Léa Salamé al programa d'entrevistes On n'est pas couché el 6 d'octubre de 2014. El debat ha tingut 5,8 milions de visites en YouTube fins al 4 de desembre de 2021.
Al llarg dels anys s'han qüestionat l'exactitud de les xifres de Zemmour sobre la immigració.
Al desembre de 2014, Éric Zemmour va ser acusat de plagi. A Hallier, l'Edernel jeune homme publicat en 2016, Jean-Pierre Thiollet al·ludeix així al treball publicat per Zemmour: "llibre de plagi altament promocionat, compilació lenta de diverses obres no citades".